# Devoluce
Devoluce z právního hlediska je přesun rozhodování z vyššího orgánu na nižší. Devolvované kompetence jsou často rozpočtové, ale někdy dokonce i legislativní.
Z politologického hlediska může být příkladem devoluce vznik skotského, severoirského a velšského parlamentu, kterým propůjčil své pravomoci Parlament Spojeného království.
Jiným politologickým příkladem je posun v politickém uspořádání Španělska během posledních 30 let, kdy se bezprecedentní množství pravomocí přesunulo na orgány jednotlivých autonomních společenství.

## Československo
Příkladem devoluce v rámci unitárního státu je vznik asymetrické slovenské autonomní vlády v rámci Druhé republiky v letech 1938 až 1939, vlády Sboru pověřenců v letech 1944 až 1960 a systém vládní autonomie Slovenské národní rady od roku 1960 až do ustavení československé federace v roce 1969.